# Deathstalker IV
Deathstalker IV (Originaltitel: Deathstalker IV: Match of the Titans) ist ein 1990 produzierter US-amerikanischer Barbarenfilm aus dem Genre der Fantasyfilme. Der Film folgt als letzte Fortsetzung der Deathstalker-Reihe den drei Vorgängerfilmen Deathstalker III (Originaltitel: Deathstalker III: Deathstalker and the Warriors from Hell), Mystor – Der Todesjäger II (Originaltitel: Deathstalker II) und Der Todesjäger (Originaltitel: Deathstalker). Er bildet somit den vierten Teil einer Tetralogie.

## Handlung
Der Barbar Deathstalker ist auf der Suche nach seinem verlorenen Zauberschwert, das er versehentlich mit dem Schwert seines Weggefährten Vaniat vertauscht hat. Dieser hat jedoch bereits die Reise zu einem Turnier angetreten, so dass Deathstalker ihm nun dorthin folgen muss. Unterwegs trifft er auf die freundlich gesinnte Hexe Camisarde, die ihm bei der Wegfindung behilflich ist. Auf ihrer Reise begegnen sie zahlreichen Gefahren und Hindernissen und befreien dabei die Jungfrau Dionara aus den Klauen der Katzenmenschen. Nachdem sie am Turnierort angekommen sind, wird Deathstalker von der hinterlistigen Zauberin Janeris zur Teilnahme herausgefordert und beteiligt sich an den Wettkämpfen. Am Ende kann er alle Herausforderer besiegen und sein Schwert zurückgewinnen.

## Kritik
„Das ’Match of Titans’ hat der Jäger zwar gewonnen, aber ein ’Match’ zu Teil eins und zwei ist der vierte Teil nicht. […] Im derzeitigen Zustand bleibt der (bislang) letzte Teil der Saga ein wirrer Barbaren-Kostüm-Schinken, mit einigen witzigen Momenten, jedoch auch etlichen verschenkten.“

## Hintergrund
- Drehort war Bulgarien. Der Film enthält ausschnittsweise Montagen aus Der Todesjäger von 1983.[2]